# Australian Open 2014 (turniej legend mężczyzn)
Australian Open 2014 – turniej legend mężczyzn – zawody deblowe legend mężczyzn, rozgrywane w ramach pierwszego w sezonie wielkoszlemowego turnieju tenisowego, Australian Open. Zmagania miały miejsce w dniach 18–24 stycznia na twardych kortach Melbourne Park w Melbourne.

## Drabinka

#### Klucz
- w/o – walkower
- k – krecz
- d – dyskwalifikacja
- Q – kwalifikant
- WC – dzika karta
- LL – szczęśliwy przegrany
- Alt – zawodnik zastępczy
- PR – ochrona rankingu
- SE – specjalna przepustka
- ITF – ranking ITF
- JE – ranking juniorski

### Faza finałowa
|  |       |                                |   |   |    |
|  | Finał |                                |   |   |    |
|  |       |                                |   |   |    |
|  |       |                                |   |   |    |
|  |       |                                |   |   |    |
|  |       | Todd Woodbridge Mark Woodforde | 4 | 6 | 13 |
|  |       | Todd Woodbridge Mark Woodforde | 4 | 6 | 13 |
|  |       | Jonas Björkman Thomas Enqvist  | 6 | 2 | 11 |
|  |       | Jonas Björkman Thomas Enqvist  | 6 | 2 | 11 |
|  |       |                                |   |   |    |

### Grupa Newcombe
|  |                                | Yannick Noah Fabrice Santoro | Mansur Bahrami Cédric Pioline | Todd Woodbridge Mark Woodforde | Pat Cash Mats Wilander | Mecze W–L | Sety W–L | Gemy W–L | Miejsce |
|  | Yannick Noah Fabrice Santoro   |                              | 6:1, 1:6, 12–10               | 6:4, 3:6, 9–11                 | 7:6(4), 3:6, 10–6      | 2–1       | 5–4      | 28–30    | 2.      |
|  | Mansur Bahrami Cédric Pioline  | 1:6, 6:1, 10–12              |                               | 6:4, 2:6, 9–11                 | 6:7(2), 6:1, 10–8      | 1–2       | 4–5      | 28–27    | 3.      |
|  | Todd Woodbridge Mark Woodforde | 4:6, 6:3, 11–9               | 4:6, 6:2, 11–9                |                                | 6:3, 1:6, 10–3         | 3–0       | 6–3      | 30–26    | 1.      |
|  | Pat Cash Mats Wilander         | 6:7(4), 6:3, 6–10            | 7:6(2), 1:6, 8–10             | 3:6, 6:1, 3–10                 |                        | 0–3       | 3–6      | 29–32    | 4.      |

### Grupa Roche
|  |                                 | Wayne Ferreira Goran Ivanišević | Guy Forget Henri Leconte | Jonas Björkman Thomas Enqvist | Joshua Eagle Andrew Florent | Mecze W–L | Sety W–L | Gemy W–L | Miejsce |
|  | Wayne Ferreira Goran Ivanišević |                                 | 2:6, 7:6(5), 8–10        | 6:4, 3:6, 8–10                | 6:7(3), 6:1, 7–10           | 0–3       | 3–6      | 30–33    | 4.      |
|  | Guy Forget Henri Leconte        | 6:2, 6:7(5), 10–8               |                          | 3:6, 6:7(8)                   | 6:3, 4:6, 10–7              | 2–1       | 4–4      | 33–31    | 2.      |
|  | Jonas Björkman Thomas Enqvist   | 4:6, 6:3, 10–8                  | 6:3, 7:6(8)              |                               | 6:4, 6:3                    | 3–0       | 6–1      | 36–25    | 1.      |
|  | Joshua Eagle Andrew Florent     | 7:6(3), 1:6, 10–7               | 3:6, 6:4, 7–10           | 4:6, 3:6                      |                             | 1–2       | 3–5      | 25–35    | 3.      |